# Empresa Municipal de la Vivienda y Suelo
La Empresa Municipal de la Vivienda y Suelo (EMVS) del Ayuntamiento de Madrid, fruto de la fusión de la Empresa Municipal de la Vivienda (EMV) y la Empresa Municipal del Suelo (EMS), tiene como «principal objetivo... facilitar el derecho a una vivienda adecuada de la población madrileña, a través de los programas establecidos en el reglamento de adjudicación de viviendas, así como de otros programas sociales dirigidos a las personas en situaciones de vulnerabilidad residencial extrema».
De acuerdo con el Plan General de Ordenación Urbana de Madrid de 1997, siempre que existen los debidos convenios la EMVS gestionará las Áreas de Rehabilitación Integral (API) y sus correspondientes Áreas de Rehabilitación Preferente (ARP) y Áreas de Rehabilitación del Centro Histórico (ARCH).
A finales de la década de 1990 empezó a conceder el llamado «Premio de Novela Río Manzanares», por el que competían obras relacionadas con Madrid.
Entre 2003 y 2013, en su cometido de erradicar el chabolismo en Madrid y a veces en actuaciones conjuntas con la Comunidad de Madrid, la EMVS desmanteló once poblados de núcleos chabolistas y «barrios de tipología especial» como los del El Cañaveral o El Ventorro, en el distrito de Villaverde, lo que conllevó el realojo de casi 500 familias.
Las competencias en materia de vivienda son exclusivas y plenas de la Comunidad de Madrid, pero desde 2015 la EMVS está tratando de ampliar el parque público de viviendas mediante la rehabilitación de edificios y la creación de vivienda, convirtiéndose en el mayor promotor de vivienda de Madrid.
Entre junio de 2015 y octubre de 2018 han adjudicado unas 2.800 viviendas, todas ellas en régimen de alquiler.
El 20 de diciembre de 2018, el Pleno del Ayuntamiento de Madrid aprobó el nuevo reglamento de la EMVS con los votos a favor de los grupos Ahora Madrid, PSOE y Ciudadanos y el voto en contra del PP. Este reglamento establece que todas las viviendas están destinadas al alquiler y, además, ofrece un nuevo sistema de adjudicación por grupos, erradicando los baremos anteriores.

## Funciones
Las actividades podrán llevarse a cabo en cualquier ámbito territorial distinto al de la Ciudad de Madrid.
Como medio propio y servicio técnico de la administración del Ayuntamiento de Madrid en los términos reflejados en la normativa de contratación pública, llevará a cabo los trabajos que le encomiende el Ayuntamiento de Madrid y sus organismos autónomos referentes a cualquiera de las actividades, en los términos que para cada uno de ellos se establezca.
Todas estas acciones contribuyen al cumplimiento de los objetivos del Plan Estratégico Municipal que contempla como derecho el acceso a una vivienda digna, apostando por la intervención sobre situaciones de mayor vulnerabilidad y adaptando la vivienda a las nuevas formas de vida en la ciudad.

### Funciones principales
De acuerdo con las directrices municipales y coordinadas por su Consejo de Administración, podrá llevar a cabo las siguientes funciones:
- Hacerse cargo de las funciones que correspondan al patrimonio del antiguo Patronato Municipal de la Vivienda y de la denominada Sección de Viviendas del Departamento de Patrimonio del Suelo de la Gerencia Municipal de Urbanismo.
- Administrar, gestionar, conservar, mantener, mejorar e inspeccionar, con separación de su régimen financiero respecto de la Administración general del Municipio, las viviendas, fincas urbanas, conjuntos urbanísticos o terrenos, solares, plazas de garaje y locales, ya hayan sido adquiridos por su cuenta o que le sean transferidos por el Estado, Comunidad Autónoma, Provincia o por el propio Municipio o cualquier otra persona física o jurídica.
- Llevar a cabo adquisiciones o transmisiones de dominio sobre bienes inmuebles y derechos reales que se estime preciso establecer para el cumplimiento de esos fines, colaborando al efecto con entidades públicas o privadas de interés general o social.
- Desarrollar los acuerdos y convenios que adopte el Excelentísimo Ayuntamiento de Madrid, realizando las aportaciones dinerarias o en especie establecidas en los mismos con otras entidades, consorcios u organismos públicos o privados.
- Llevar a cabo las actuaciones de rehabilitación de promoción pública directa programadas por la Corporación Municipal.
- Fomentar la rehabilitación privada mediante las subvenciones y ayudas establecidas en los Programas y Planes aprobados al efecto.
- Colaborar con la Administración Central y Autonómica en la aplicación, en la Ciudad de Madrid, de la legislación vigente en materia de rehabilitación de edificios mediante fórmulas concertadas.
- Contribuir a la rehabilitación del Patrimonio Municipal de Viviendas.
- Ejecutar las adjudicaciones de viviendas, locales de negocio, y garajes construidos siguiendo las instrucciones que sean aprobadas por la Corporación.
- Promoción y aprovechamiento de viviendas y locales, especialmente viviendas de protección pública.
- Desarrollar las facultades transferidas por el Ayuntamiento de Madrid en materia de promoción de suelo, construcción, promoción, conservación, rehabilitación y auditoría de viviendas y locales.

- Fomentar la rehabilitación energética tanto en edificios propios y de titularidad municipal, como de otras Administraciones y particulares.

### Adquisición de suelo
Igualmente forma parte de su objeto social la adquisición de suelo por cualquiera de los procedimientos legalmente establecidos, así como su urbanización y enajenación, a cuyo fin llevará a cabo:
- La redacción de planes de ordenación y proyectos de urbanización y estudios urbanísticos y la iniciativa para su tramitación y aprobación.
- La actividad urbanizadora, mediante la preparación del suelo y renovación o remodelación urbana, realización de obras de infraestructura urbana y dotación de servicios.
- La gestión y explotación de las obras y servicios relativos a la actividad urbanizadora del suelo.
- La investigación, información, asesoramiento y colaboración en estudios y actividades técnicas relacionadas con el urbanismo y la vivienda.
- La adquisición y enajenación del suelo.

### Servicios a terceros
También puede prestar servicios a terceros en materias relacionadas con la vivienda, el urbanismo, las infraestructuras, la sostenibilidad, la eficiencia energética y cualesquiera otras relacionadas, siempre dentro del ámbito de la conservación, mejora y rehabilitación de viviendas y suelo.

## Organización
La empresa está adscrita al Área de Desarrollo Urbano. Sus órganos sociales son: Junta General, Consejo de Administración, Consejero Delegado y Gerente.

### Junta General
La Junta General es el órgano soberano de la Sociedad. Debidamente convocada y constituida decidirá los asuntos propios de su competencia.
La Junta de Gobierno de la Ciudad de Madrid asumirá las funciones y competencias de Junta General.
La Presidencia de la Junta General la ejercerá quien ocupe el cargo de la Alcaldía y la Presidencia de la Junta de Gobierno de la ciudad de Madrid, y la Secretaría, por su parte, la ostentará el/la Concejal Secretario/a de la Junta de Gobierno, o quienes les sustituyan de acuerdo a lo establecido para el funcionamiento de la Junta de Gobierno de la Ciudad de Madrid.
A la Junta General podrán asistir con voz pero sin voto las personas del Consejo de Administración, de la Gerencia y otro personal técnico que se determine a propuesta de la Presidencia o del Consejo de Administración.

### Consejo de Administración
El Consejo de Administración es el órgano de administración, dirección, gestión y representación de la Sociedad. Está compuesto por un máximo de nueve y un mínimo de tres miembros designados y cesados por la Junta General.
Los miembros del Consejo de Administración desempeñarán su cargo con la diligencia de un ordenado empresario y un representante leal, estando sujetos a los deberes de fidelidad, lealtad y secreto regulados en las disposiciones legales, respondiendo por los daños que causen por actos u omisiones contrarios a la ley, los presentes Estatutos o por incumplimiento de los deberes inherentes al cargo.
Esta responsabilidad será solidaria en los casos de acuerdos lesivos tomados en Consejo de Administración, salvo prueba de no-participación en el mismo tal y como se recoge en la Ley de Sociedades Anónimas.

### Consejero Delegado
El Consejo de Administración podrá nombrar entre sus miembros uno/a o varios/as Consejero/as Delegados/as, a los que delegarán todas o algunas de sus competencias.
En el caso de nombrar varios, el acuerdo de delegación deberá indicar el régimen con el que han sido nombrados, mancomunada o solidariamente.

### Gerente
La gerencia de la Sociedad será ejercida por una persona designada por el Consejo de Administración y tendrá derecho a asistir a las reuniones del Consejo, con voz pero sin voto, y tendrá las facultades que en cada caso le confiera el Consejo de Administración.

## Defensa del parque público de viviendas
En 2015, con la llegada de Ahora Madrid al Ayuntamiento de Madrid, bajo la alcaldía de Manuela Carmena, la Empresa Municipal de la Vivienda y Suelo (EMVS) modificó sustancialmente su política de gestión. A partir de entonces, se abandonó la venta de viviendas públicas y se optó por destinarlas exclusivamente al alquiler.
El objetivo de esta medida fue frenar la pérdida del reducido parque público heredado de anteriores gobiernos municipales—compuesto por aproximadamente 6.000 inmuebles—y ampliar dicho patrimonio. Para ello, se impulsaron diversas estrategias: la adquisición de viviendas vacías, la intermediación en el alquiler entre particulares y la promoción de nueva construcción.

## Programas

### Plan de Obra Nueva
A fecha 31 de diciembre de 2017, el patrimonio de vivienda pública, de titularidad de la EMVS, asciende a 6.061 viviendas, muy por debajo de las cantidades que se manejan en otras ciudades europeas.
En ese marco, el Ayuntamiento tiene en marcha un Plan cuyo objetivo es la construcción de 4.200 viviendas, que se desarrollarán en suelos públicos que son propiedad de EMVS, y una gran mayoría sobre suelos municipales que han sido cedidos gratuitamente por el Ayuntamiento a la EMVS para este fin.
Se trata de parcelas situadas en diferentes distritos del municipio, con el fin de procurar el equilibrio del territorio, pero siempre dentro de las limitaciones de disponibilidad actual de suelo destinado a uso residencial.

#### Listado de promociones
| Promoción                        | N.º de viviendas |
| -------------------------------- | ---------------- |
| Nuestra Señora de los Ángeles 12 | 69               |
| Nuestra Señora de los Ángeles 2  | 85               |
| San Francisco Javier V Fase II   | 41               |
| San Francisco Javier VI          | 102              |
| Méndez Álvaro Norte 3            | 85               |
| Nuestra Señora de los Ángeles 11 | 87               |
| Godella                          | 20               |
| Nuestra Señora de los Ángeles 13 | 131              |
| Sierra Toledana G4 G5            | 15               |
| Carabanchel 34 II Fase           | 25               |
| Sierra Toledana D4               | 19               |
| Sierra Toledana A7               | 9                |
| Los Olivos Fase II               | 87               |
| Nuestra Señora de los Ángeles 9  | 112              |
| Nuestra Señora de los Ángeles 1  | 101              |
| Vallecas 27                      | 72               |
| Sierra Toledana E1               | 61               |
| Sicilia II                       | 44               |
| Nuestra Señora de los Ángeles 6  | 100              |

### Rehabilitación
A lo largo de la historia de la EMVS la rehabilitación de viviendas, edificios y barrios ha sido y es una prioridad, tanto por sus importantes efectos sociales y económicos como por su contribución a la mejora del patrimonio, el paisaje urbano y la calidad de vida de la ciudadanía.

#### Plan MAD-RE
El Plan MAD-RE contempla ayudas que benefician a toda la ciudad en materia de accesibilidad y se centra en 120 ámbitos, determinados por el Ayuntamiento como Áreas Preferentes de Impulso a la Regeneración Urbana (APIRU), para incentivar actuaciones en materia de conservación, accesibilidad y eficiencia energética.

#### Plan estatal de ayudas a la rehabilitación
Este Plan es un programa de ayudas económicas para la rehabilitación de edificios residenciales en ámbitos declarados Áreas de Rehabilitación, Regeneración y Renovación Urbana (ARRU).
El 30 de mayo de 2018 la Alcaldesa del Ayuntamiento de Madrid y los representantes del Ministerio de Fomento y de la Comunidad de Madrid formalizaron las adendas a los Acuerdos de Comisión Bilateral relativos a las ARRU de Manoteras, Moratalaz, San Nicolás Arechavaleta y Ciudad de los Ángeles, y Calle Toledo, Conde Duque y Lavapiés que posibilitan la ampliación del plazo de ejecución de actuaciones hasta el 31 de diciembre de 2019.

### Programa Alquila Madrid (ALMA)
El Ayuntamiento de Madrid gestiona el alquiler de viviendas de titularidad privada a un precio asequible a través del Programa Alquila Madrid (ALMA).
El programa se configura como un servicio municipal gratuito de carácter integral que se ocupa de la gestión del alquiler entre particulares.

## Venta de viviendas alquiladas y «fondos buitre»
En 2012, el Ayuntamiento de Madrid, con la alcaldesa Ana Botella al frente, gestionó, a través de la EMVS, la venta de cinco edificios del centro de Madrid y de gran valor histórico-artístico, cuya restauración había merecida el Premio Nacional de Urbanismo de 1988, y cuya venta supondría el desalojo de sus inquilinos, muchos de ellos de avanzada edad y con pocos medios. En 2015, poco después de acceder al cargo de alcaldesa, Manuela Carmena, anunció la paralización de los desahucios de estos inmuebles.
Por otra parte, en 2016 la Cámara de Cuentas de la Comunidad de Madrid detectó un «quebranto económico» y otras irregularidades en la venta de 1860 viviendas municipales a fondos de inversiones del Blackstone Group,
Su informe «pone de manifiesto que la decisión de enajenar las 18 promociones se había tomado, como poco, entre diciembre de 2012 y abril de 2013, pero sin que la decisión se haya acompañado, hasta esta fecha al menos, de los informes que justifiquen la necesidad técnica o económica de la venta», es decir, que se procedió a su venta «sin la existencia de pliegos de condiciones de la venta».
Por todo ello, en noviembre de 2017, el Ayuntamiento de Madrid anunció la interposición de una demanda ante el Tribunal de Cuentas contra el anterior gobierno municipal de Ana Botella y el entonces consejero de la EMVS, Fermín Oslé, por la venta de pisos protegidos en una operación formalizada en octubre de 2013. Según el denunciante, dicha operación supuso la enajenación de 18 promociones completas de vivienda protegida (con un total de 5315 inmuebles) por un precio global de 128 500 000 euros.
El 27 de diciembre de 2018 el Tribunal de Cuentas condena a Fermín Oslé, Ana Botella y al resto de concejales que formaban parte de la Junta de la EMVS en ese momento, a pagar 25,7 millones de euros al considerar que la venta estaba hecho por debajo de su precio de mercado, incurriendo en “una negligencia grave” porque “no impidieron el perjuicio en el patrimonio público”.
Posteriormente, el Tribunal de Cuentas revocó dicha sentencia condenatoria, absolviendo a los encausados, lo cual generó que se produjera la interposición de un recurso ante el Tribunal Supremo, donde se absolvió definitivamente a todos los encausados, incluyendo a Fermín Oslé y a la alcaldesa Ana Botella.